# 2009 في البرتغال
فيما يلي قوائم الأحداث التي وقعت خلال عام 2009 في البرتغال.

## سياسة

### تعيين في المنصب
- 15 أكتوبر – فرنسيسكو لوبيز عضو مجلس الجمهورية  [لغات أخرى]‏.
- 26 أكتوبر – ألبرتو مارتينز وزير العدل ‏.
- 26 أكتوبر – أوقستو سانتوس سيلفا وزير الدفاع الوطني ‏.
- 26 أكتوبر – بيدرو ماركيز عضو مجلس الجمهورية  [لغات أخرى]‏.

### انتهاء فترة المنصب
- 15 أكتوبر – فرنسيسكو لوبيز عضو مجلس الجمهورية  [لغات أخرى]‏.
- 26 أكتوبر – ألبرتو كوستا وزير العدل ‏.
- 31 أكتوبر – بيدرو ماركيز عضو مجلس الجمهورية  [لغات أخرى]‏.

## رياضة
- 1 يناير – بطولة إستوريل المفتوحة 2009 - زوجي الرجال الفائز إريك بوتوراك.
- 1 يناير – جائزة البرتغال الكبرى للدراجات النارية 2009
- 1 يناير – رالي البرتغال 2009

## أفلام
من الأفلام التي صدرت هذه السنة في البرتغال:
- 1 يناير – الرماد والدم من إخراج فاني اردانت.

## وفيات

### يناير
- 1 يناير – خوسيه فرانكو (مواليد 1920) فنان برتغالي.
- 21 يناير – بينتو ماتشادو (مواليد 1926) لاعب كرة قدم برتغالي.

### فبراير
- 3 فبراير – أنطونيو دوس ريس رودريغوس (مواليد 1918)
- 8 فبراير – هومبيرتو فيرنانديز (مواليد 1940) لاعب كرة قدم برتغالي.
- 25 فبراير – جواكيم فيرنانديز سيلفا (مواليد 1926) لاعب كرة قدم برتغالي.

### يوليو
- 30 يوليو – أرتور فاز (مواليد 1925) لاعب كرة قدم برتغالي.

### سبتمبر
- 16 سبتمبر – خوسيه مانويل دي ميلو (مواليد 1927)

### نوفمبر
- 8 نوفمبر – مارك بلانشارد (مواليد 1942) بروفيسور من الولايات المتحدة الأمريكية.